# 神戸タワー
神戸タワー（こうべタワー）は、兵庫県神戸市兵庫区の湊川公園にかつて存在した日本の展望塔。湊川公園タワーとも言う。大正時代の建設当初は新開地タワーと呼ばれていた。東洋一の高さで、浅草の凌雲閣、大阪の通天閣とならんで、日本の三大望楼とも称された。1957年（昭和32年）2月5日まで神戸電鉄が保有していた。

## 概要
1924年（大正13年）、湊川公園内に建設された。三連アーチのバルコニーのあるビルディングを、高さ90メートル（標高100メートル）のオベリスク風の高塔が貫いている。頂部は階段状ピラミッドのようにデザインされ、塔の側面には窓を挟んで垂直に2本の帯状の意匠が施された。観覧料は大人10銭、子ども5銭。東洋一をうたい、晴れた日には紀淡海峡まで望むことができた。
のちに広告塔となり、「ハープ洗濯石鹸」、「ベルベット石鹸」などの巨大広告が四面を飾るようになる。1934年（昭和9年）には、2万円をかけて「特急大阪行阪神電車」のネオンサインが設置された。戦前から戦後には「ビオフェルミン」の広告が掲げられていた。
1951年（昭和26年）から1956年（昭和32年）まで神戸電鉄グループが保有していた。
1968年（昭和43年）に、建材の劣化による倒壊の恐れから、神戸市によって解体された。跡地には、神戸タワーを模した高さ8メートルのカリヨン時計塔が建っている。

## ギャラリー

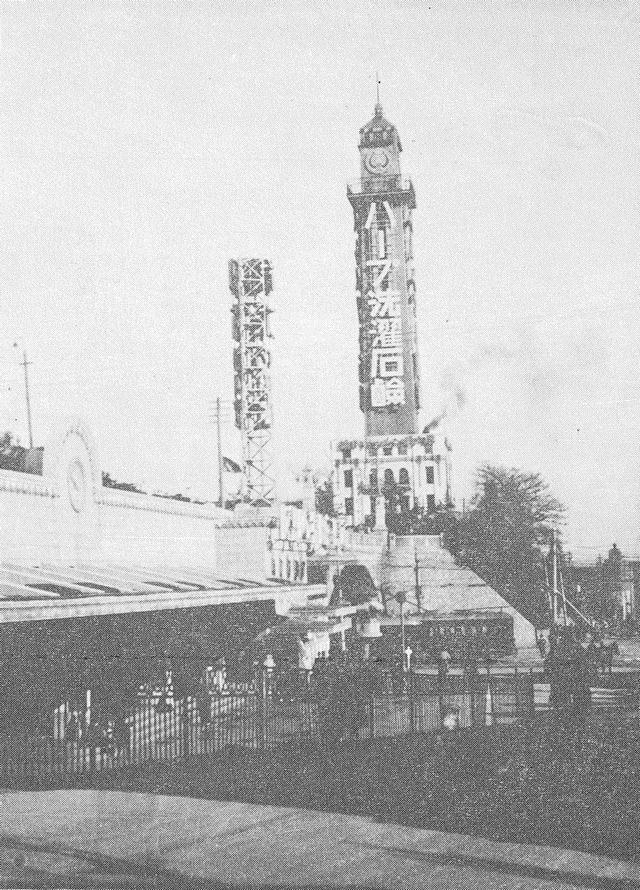
ハープ洗濯石鹸の広告が設置された神戸タワー
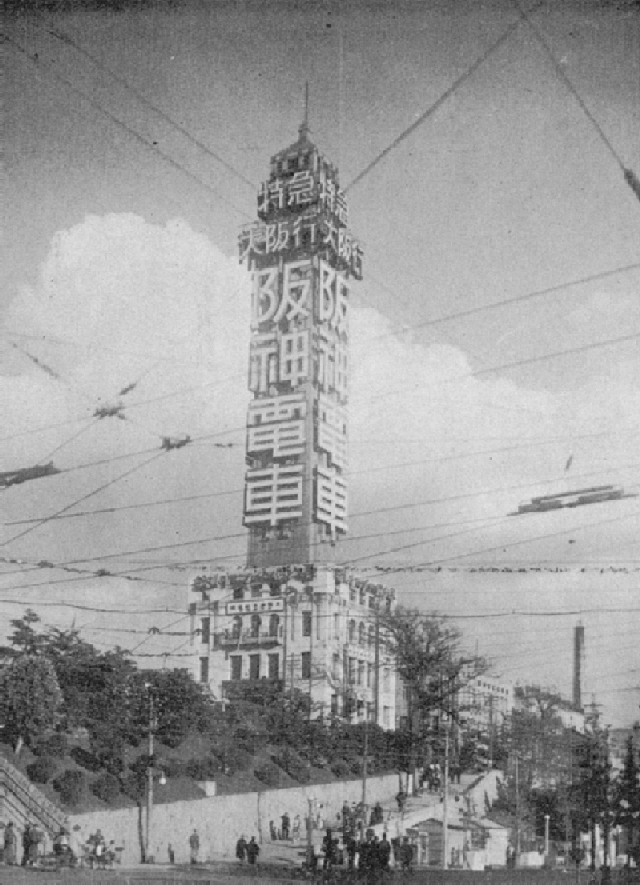
阪神電車のネオンサインが設置された神戸タワー
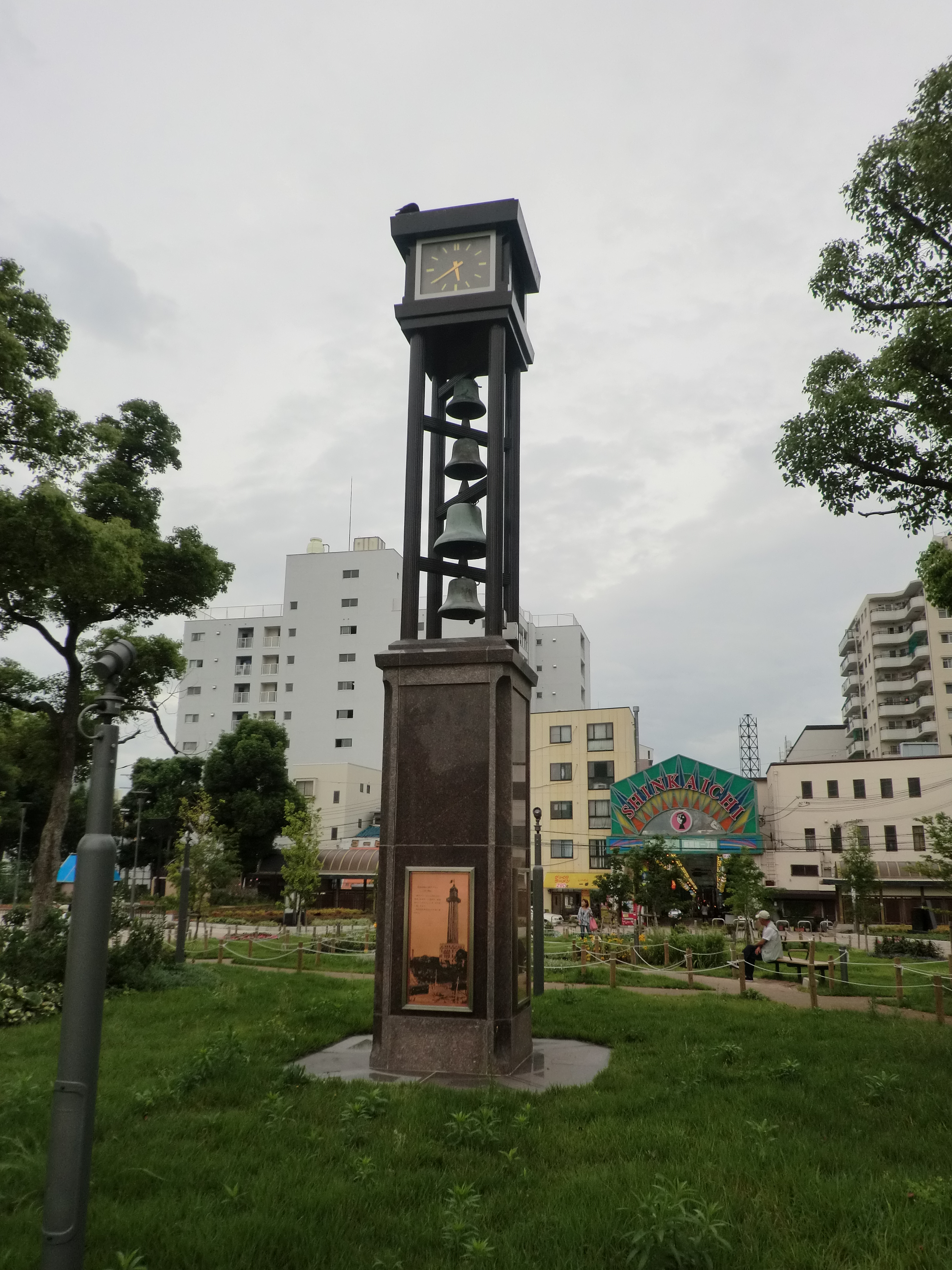
カリヨン時計塔